# Sułtani Kedahu

## KrólowieKedahu
- Durbar Radża (władca (śri paduka maharadża) Kalahu (Kedahu) pod zwierzchnością Śriwidźai ok. 915-950)
- Putra (ok. 950–1000) [syn]
- Mahadewa (ok. 1000–1025) [syn]
- Kerma di Radża (ok. 1025–1050) [syn]
- Dewa (ok. 1050–1080) [syn]
- Derma (ok. 1080–1100) [syn]
- Dżewa (Phaja Ong Maha Podisat) (ok. 1100–1136) [syn]

## SułtaniKedahu
Dynastia muzułmańska:
- Muzaffar Szach I (Phra Ong Mahawangsa) (1136–1179) [syn]
- Muazzam Szach (1179–1202) [syn]
- Muhammad Szach (1202–1237) [syn]
- Maazul Szach (Mathal) (1237–1280) [syn]
- Mahmud Szach I (1280–1321) [syn]
- Ibrahim Szach (1321–1373) [syn]
- Sulajman Szach I (1373–1423) [syn]
- Ata Allah Muhammad Szach I (1423–1473) [syn]
- Muhammad Dżiwa Zajn al-Abidin Szach (1473–1506) [syn]
- Zależność od Malakki 1490–1511
- Mahmud Szach II (1506–1547) [syn]
- Muzaffar Szach II (1547–1602) [syn]
- Sulajman Szach II (1602–1619; usunięty, zmarł 1626) [syn]
- Ridżal ad-Din Szach I (1619–1652) [syn]
- Muhji ad-Din Mansur Szach (1652–1661) [syn]
- Zija ad-Din Mukarram Szach I (1661–1688) [syn]
- Ata Allah Muhammad Szach II (1688–1698) [syn]
- Abd Allah Muazzam Szach II (1698–1706) [syn]
- Ahmad Tadż ad-Din Halim Szach I (1706–1710) [syn]
- Muhammad Dżiwa Zajn al-Azlam Muazzam Szach III (1710–1778) [brat]
- Abd Allah Mukarram Szach II (1778–1797) [syn]
- Zija ad-Din Mukarram Szach III (1797–1803; abdykował, zmarł 1815) [brat]
- Ahmad Tadż ad-Din Halim Szach II (1803–1821; usunięty) [syn]
- Panowanie tajskie 1821–1842
- Halim Szach II (2-gie panowanie 1842–1843)
- Zależność od Tajlandii 1842–1909
- Zajn ar-Raszid Muazzam Szach I (1843–1854) [syn]
- Ahmad Tadż ad-Din III Mukarram Szach (1854–1879) [syn]
- Zajn ar-Raszid II Muazzam Szach (1879–1881) [syn]
- Abd al-Hamid Halim Szach (1881–1943; regencja 1913–1937) [brat]
- Protektorat brytyjski 1909–1957
- Badli Szach (1943; usunięty; regent 1937–1943) [brat]
- Panowanie tajskie 1943–1945
- Badli Szach (1945–1958; 2-gie panowanie)

| #  | Imię                     |          | Lata życia                   | Lata życia                  | Czas rządów      | Czas rządów      | Rodzice                        |
| #  | Imię                     | Urodzony | Zmarł                        | Od                          | Do               |                  | Rodzice                        |
| -- | ------------------------ | -------- | ---------------------------- | --------------------------- | ---------------- | ---------------- | ------------------------------ |
| 28 | Tuanku Abdul Halim       |          | 28 listopada 1927 Alor Setar | 11 września 2017 Alor Setar | 15 lipca 1958    | 11 września 2017 | Badli Szach Sofia binti Mahmud |
| 29 | Tunku Mahmud Sallehuddin |          | 30 kwietnia 1942 Alor Setar  |                             | 12 września 2017 |                  | Badli Szach Asma               |